# Elitfönster
Elitfönster AB är en svensk fönstertillverkare, som ingår i Inwido-koncernen. Företaget har tillverkning i Vetlanda och Lenhovda.
Elitfönster är en av Sveriges största leverantörer av fönster, med 490 000 sålda fönster 2009. Huvudprodukt är det så kallade vridfönstret eller H-fönstret som är svängbart utanför fasaden. 
Elitfönster grundades 1924 av lokala bönder i Lenhovda under namnet Lenhovda Snickerifabrik. År 1996 gick Elitfönster i Lenhovda ihop med företaget Myresjöfönster i Vetlanda, där även huvudkontoret placerades.